# Hada brunnescens
Hada brunnescens là một loài bướm đêm trong họ Noctuidae.